# Max Grutzi
Max Grutzi (ur. 1905, zm. ?) – zbrodniarz hitlerowski, członek załogi niemieckiego obozu koncentracyjnego Mauthausen-Gusen i SS-Unterscharführer.
Obywatel austriacki, zawodu szewc. Członek NSDAP i SS. Pełnił służbę jako strażnik w podobozie KL Mauthausen – Ebensee od kwietnia 1944 r. do 5 maja 1945 r. Znęcał się nad więźniami bijąc ich kolbą karabinu. Grutzi został skazany w procesie załogi Mauthausen-Gusen (US vs. Hans Joachim Geiger i inni) na 10 lat pozbawienia wolności.